# Piercia myopteryx
Piercia myopteryx är en fjärilsart som beskrevs av Louis Beethoven Prout 1935. Piercia myopteryx ingår i släktet Piercia och familjen mätare. Inga underarter finns listade i Catalogue of Life.